# Paugnano
Paugnano (in sloveno Pomjan) è un paese dell'Istria Slovena, situato nel comune di Capodistria.
Il paese, situato a quota 362 m, è attraversato dalla strada passante sul crinale settentrionale della valle del fiume Dragogna, tra Monte di Capodistria (Šmarje) e Maresego (Marezige), in un'ampia sella tra le due cime tondeggianti del monte Romano (Poljane) di 405 m ed il monte Guardia (Straža) di 377 m.
Il nome latino di questa località è Pomilianum, qualcuno suggerì Pagus Jani, lo storico Pietro Kandler indicò il nome romano Pomianum.

## Storia
È un paese antico che si estende quasi per intero su un terreno arenaceo marnoso dell'eocene medio. Il suo territorio arriva al torrente Cornalunga verso settentrione ed al fiume Dragogna a meridione. I colli ed i dossi sono in parte coltivati e in parte a boschetto ceduo, dando al paesaggio un aspetto pittoresco ed attraente.
Da questo paese si gode una meravigliosa vista verso il mare, con Capodistria e la sottostante valle del fiume Cornalunga ai suoi piedi. Verso il sud, il panorama sulla valle del fiume Dragogna si estende oltre Momiano.  Provenendo da Monte di Capodistria, raggiunta la cima del dosso sotto il monte Romano, Paugnano si presenta in tutta la sua bellezza, raccolto attorno al suo campanile che torreggia in mezzo al paese.
Da qui passava l'importante strada consolare romana che univa Trieste a Pola, salendo per Centora verso la sella di Babici e scendendo verso la Val Derniga attraverso la Crocera di Montetoso. Un'altra strada da Paugnano scendeva verso il fiume Dragogna e portava al porto di Castelvenere, ora interrato. Gli Istriani l'hanno sempre chiamato Pomian; il suo nome deriva probabilmente dai molti alberi di mele chiamati pomi.
Il monte Romano è chiamato anche Poiana (Poljane), in riferimento al rapace omonimo; la sua cima tondeggiante si chiama Colombèra e da quassù si gode uno dei più suggestivi panorami dell'Istria nord occidentale. In questa zona c'era un castelliere del quale si è conservato poco; perfettamente piano, doveva avere un perimetro di circa 450 m. Qui è stato ritrovato un anello di bronzo ornato da sei dischetti. A Paugnano e dintorni vennero alla luce condutture d'acqua e tracce di abitazioni romane da cui il nome del monte. Sul monte Guardia esiste un muro romano seminterrato nelle immediate vicinanze della chiesa maggiore; il monte fu posto avanzato della sottostante Centòra. Gli Sloveni lo identificano con il nome Straža, che significa guardia. Sia il monte Romano che la zona a sud di Paugnano aono ancora al centro di scavi archeologici. Qui furono scoperti i resti di una chiesa romanica e parecchie monete romane del periodo da Marco Antonio a Massimiano.
Fu anche villaggio fortificato nel medioevo. Fra i cittadini di Muggia, che nel 1202 giurarono fedeltà al doge Enrico Dandolo diretto alla quarta crociata, figura un Antonio de Paugnan. Nel 1211 il vescovo capodistriano Assalone, che aveva avuto in feudo Paugnano dai vescovi di Pola, i quali a loro volta, nel 1028, lo avevano ricevuto in dono dall'imperatore Corrado II, investì la famiglia Verzi di Capodistria delle decime del villaggio. Risulta che nel 1559 furono restaurate le sue opere di difesa per sostenere l'urto delle bande turche che scorrazzavano nella zona. La pieve di Paugnano, risalente al 1121, era posta sotto la diocesi di Capodistria. Nel 1460 venne smembrata con la conseguente perdita di alcune parrocchie.
Gli Sloveni qui comparvero nei primi secoli del medioevo. Si insediarono nelle campagne e la convivenza con l'elemento italiano rappresentato dall'episcopato, dai maggiorenti veneti e dalle famiglie feudali continuò per secoli favorendo lentamente l'integrazione.
Il paese conserva ancora le sue origini contadine anche se adesso la popolazione, nella sua maggioranza, è di immigrazione bosniaca; Paugnano era famosa per i suoi vini che provenivano dai vigneti posti a sud della valle del fiume Dragogna, riparati dalla Bora che qui soffia con vigore.

## Monumenti e luoghi d'interesse
La chiesa principale è dedicata a San Giorgio e vi dipendono le chiesette minori dedicate a Santa Maria Vergine ed a Santo Stefano, quest'ultima posta all'inizio del paese ed ora dipinta di giallo ocra.

La chiesa di San Giorgio (sv. Jurij) è una costruzione a due falde, con abside poligonale ed addossato un corpo aggiunto sulla parte sinistra del fabbricato. È tanto massiccia da far pensare ad una preesistente fortezza. Fu costruita nel 1796 sopra una più antica. Sulla facciata a sud conserva ancora le sue finestre con vetri colorati; l'entrata è posta sotto un portale sostenuto da quattro colonne con capitelli pseudodorici; un'iscrizione sul portale ricorda il restauro del 1915. Al suo interno si possono ammirare ancora interessanti affreschi del XV secolo. Interessante il campanile, in masegno, costruito dai "Carnielli" nel 1866, come ricorda l'iscrizione posta sulla facciata assieme ai nomi del podestà Pasquale Bemcic, del consigliere Perossa e del parroco don Marco Andolsek. Questo campanile, alto con cornici marcapiano, ha un cornicione con dentelli inferiori e un cornicione superiore posto sopra le quattro bifore in calcare; il cornicione sostiene quattro voltini e quattro piccole guglie. La cuspide si erge con sezione esagonale.
La piccola chiesa della nascita di Maria è interessante perché conserva degli affreschi del XV secolo e alcune scritte in glagolitico tra cui la più vecchia risalente al 1439.